# Relations entre le Koweït et les Philippines
Les relations entre le Koweït et les Philippines constituent les relations étrangères bilatérales entre l'État du Koweït et la république des Philippines.

## Historique
Le Koweït est reconnu par les Philippines en septembre 1961, trois mois après son indépendance. Des relations diplomatiques formelles sont plus tard établies entre les deux pays le 17 janvier 1979. Les Philippines établissent une ambassade au Koweït en 1979.
Les Philippines font partie de la coalition dirigée par les États-Unis pour libérer le Koweït du contrôle irakien pendant la guerre du Golfe en 1991 . Le Koweït ouvre par la suite une ambassade à Manille le 24 mai 1996.

## Relations économiques

### Échanges
Le commerce entre le Koweït et les Philippines s'élève à 779 millions de dollars en 2015, la balance commerciale favorise le Koweït. Les investissements koweïtiens aux Philippines sont principalement de nature agricole. En 1981, une offre d'entreprises philippines pour construire une autoroute de 300 millions de dollars pour relier le Koweït à Bagdad, en Irak, est très médiatisée.

### Travailleurs
Environ 250 000 Philippins, dont 65 % sont des employés de maison, travaillent au Koweït selon l'ambassade des Philippines en 2018. Des travailleurs domestiques des Philippines ainsi que des migrants du Sri Lanka et de l'Inde commencent à s'installer au Koweït dans les années 1970. Les informations font état de violations des droits de l'homme contre des travailleurs migrants au Koweït, y compris des Philippins, ces signalements restent une préoccupation pour les Philippines.
Des cas présumés d'abus et de viol conduisent les Philippins à présenter une pétition à leur gouvernement pour interdire le déploiement d'aides domestiques au Koweït en 2013. La pétition recueille au moins 10 000 signatures.

## Controverses

### Crise diplomatique de 2018
Le président Rodrigo Duterte interdit le déploiement de travailleurs philippins au Koweït en février 2018 à la suite d'une série de décès de travailleurs domestiques philippins. L'incident qui conduit à l'interdiction a lieu lorsque le cadavre d'un employé de maison philippin est découvert dans un congélateur à l'intérieur d'un entrepôt abandonné depuis novembre 2016.
En avril 2018, une vidéo montre une prétendue action des responsables de l'ambassade des Philippines sauvant des femmes de chambre philippines d'employeurs prétendument abusifs. Le Koweït proteste que l'action remet en cause sa souveraineté. En mai 2018, un accord est signé garantissant des droits accrus aux travailleurs migrants philippins, l'interdiction de déploiement est finalement levée.

### Décès d'une travailleuse philippine en 2019
Le 31 décembre 2019, une travailleuse venant des Philippines nommée Joanna Demafelis est tuée par la femme de son employeur, selon le ministère des Affaires étrangères (DFAE). Le DFAE condamne la mort de la femme, "qualifiant cela de violation de l'accord signé par les gouvernements philippin et koweïtien en 2018 pour leur protection". Une autopsie est menée par le National Bureau of Investigation (NBI), elle révèle que la femme a été abusée sexuellement avant sa mort.